# Cometa Donati
La Cometa Donati, la cui designazione ufficiali sono C/1858 L1 e 1858 VI, fu una cometa scoperta dall'astronomo pisano Giovanni Battista Donati che la osservò per la prima volta il 2 giugno 1858. Tale cometa viene ritenuta una cometa non periodica.
Dopo la Grande Cometa del 1811, fu la cometa più luminosa del XIX secolo. Era composta da una coda di polveri e due di ioni ed è stata anche la prima cometa ad essere fotografata.
La data in cui la cometa si avvicinò maggiormente alla Terra fu il 10 ottobre del 1858.